# Астафьев, Александр Иванович
Александр Иванович Астафьев (1816, Козельский уезд — 1863, Тверь) — военный публицист, генерал-майор Русской императорской армии.

## Биография
Александр Иванович Астафьев родился в 1816 году в Козельском уезде Калужской губернии в дворянской семье Астафьевых.
Окончил курс в Первом Московском кадетском корпусе, откуда в 1835 году выпущен прапорщиком в 8-ю артиллерийскую бригаду. В 1844 году был зачислен Генеральный штаб — по окончании Николаевской академии генерального штаба.
В 1854 году, в чине полковника, определен на должность штаб-офицера Николаевской академии и оставался в ней до 1863 года, когда, по состоянию здоровья, был отправлен в отставку в чине генерал-майора.
В своих сочинениях А. И. Астафьев отвергал всякое значение опыта; от военных требовал универсального теоретического образования, знакомства со всеми общими науками, о науках же специально военных отзывался с пренебрежением.

## Избранные труды
- Варшавская губерния : [по рекогносцировкам и материалам, собранным на месте, составлял Ген. штаба кап. Астафьев]. — СПб. : в тип. Деп-та Ген. Штаба, 1850. — 4+282+64+20 с. — (Военно-статистическое обозрение Российской империи / издаваемое по Высочайшему повелению при 1-м отделении Департамента Генерального Штаба; т. 15, ч. 3)
- Воспоминания о Суворове. — СПб. : тип. Штаба Отд. корпуса внутр. стражи, 1856. — 2+32+2 с.
- Источники политической экономии и государственного хозяйства : 1-е прил. к Соврем. воен. искусству. Кн. 1-2. — СПб. : тип. Штаба Отд. корпуса внутр. стражи, 1862—1863. — 2 т.
- О современном военном искусстве: Ч. 1-2. — СПб. : тип. Почт. деп., 1856—1861.
  - Ч. 1: Исследование начал военного искусства. — 1856. — 20+251+2 с.
  - Ч. 2. — 1861. − 22+366+2+67 с.
  - Критическое исследование современной системы финансов западных государств : Прил. 2 [к кн. «О современном военном искусстве»]. — СПб. : тип. Гл. арт. упр., 1863. — 2+38 с.
- Ответ на рецензию Военного сборника, о современном военном искусстве. — [СПб.] : Воен. тип., ценз. 1862. — 26 с.
- Полевая служба войск (совместно с капитаном Кенигом).
- Что такое военное хозяйство : Прил. 4 к [кн. А. И. Астафьева] Соврем. воен. искус. : (По поводу кн. подполк. Аничкова «Военное хозяйство»). — СПб. : тип. С. Н. Бекенева, 1861. — 49 с.

## Награды
- Орден Святой Анны 2-й степени (1851) с Императорской короной (1852)
- Знак отличия за XV лет беспорочной службы (1854)
- Знак отличия за XX лет беспорочной службы (1859)